# Jean-Louis Gasset
Jean-Louis Gasset (Montpellier, 9 de dezembro de 1953) é um treinador de futebol e ex-futebolista francês. Como treinador, o maior sucesso de Gasset foi vencer a Taça Intertoto da UEFA de 1999, com o Montpellier. Atualmente comanda o Montpellier.